# Oktogen
Oktogen eller HMX är en kemisk förening med summaformeln C4H8N8O8. Ämnet är ett vitt kristallint pulver och ett kraftfullt och relativt okänsligt högexplosivt nitroaminämne, kemiskt relaterat till RDX. Liksom RDX är föreningens namn föremål för många spekulationer, efter att ha listats på olika sätt som högsmältande sprängämne, höghastighets militärt sprängämne eller högmolekylärt RDX.
Den molekylära strukturen hos oktogen består av en åttaledad ring av alternerande kol- och kväveatomer, med en nitrogrupp fäst till varje kväveatom. På grund av dess höga molekylvikt är den ett av de mest kraftfulla kemiska sprängämnena som tillverkas, även om ett antal nyare – inklusive HNIW och ONC – är än mer kraftfulla. Oktogen smälter vid 276 – 286 °C (under sönderfall). Detonationshastigheten vid 1,90 g/cm³ är 9100 m/s.

## Framställning
Oktogen är mer komplicerat att tillverka än de flesta sprängämnen, och detta begränsar den till specialisttillämpningar. Den kan framställas genom nitrering av hexamin i närvaro av ättiksyraanhydrid, paraformaldehyd och ammoniumnitrat. RDX producerad med Bachmann-processen innehåller vanligtvis 8–10 procent oktogen.

## Användning
Oktogen – även känd som cyklotetrametylentetranitramin, tetrahexamintetranitramin eller oktahydro-1,3,5,7-tetranitro-1,3,5,7-tetrazocin – tillverkades  första gången 1930. År 1949 upptäcktes det att oktogen kan framställas genom nitrolys av RDX. Denna utförs genom att lösa upp RDX i en 55-procentig salpetersyra-lösning, följt av att lösningen placeras på ett ångbad i cirka sex timmar. Oktogen används nästan uteslutande i militära tillämpningar, som detonator i kärnvapen, i form av polymerbundet sprängämne och som ett fast raketbränsle.
Oktogen används i smältgjutbara sprängämnen när de blandas med TNT, klassat som "oktol". Dessutom används polymerbundna explosiva kompositioner innehållande oktogen vid tillverkning av verkansdelar och pansarbrytande laddningar.
Oktogen används också under processen att perforera stålhöljet i olje- och gaskällor. Den byggs då in i en skräddarsydd laddning som detoneras i borrhålet, för att slå ett hål genom stålhöljet och omgivande betong ut i de kolvätebärande lagren. Banan som skapas tillåter formationsvätskor att strömma in i borrhålet och vidare upp till ytan.
Rymdsonden Hayabusa2 använde oktogen för att spränga ett hål i en asteroid, i syfte att komma åt material som inte hade exponerats för solvinden.
Pågående (2022) forskning syftar till att minska föreningens känslighet och förbättra vissa tillverkningsegenskaper.

## Säkerhet

### Analytiska metoder
Oktogen tränger ut i miljön genom luft, vatten och mark, eftersom det i stor utsträckning används i militära och civila tillämpningar. För närvarande har omvänd fas-HPLC och mer känsliga LC-MS-metoder utvecklats för att exakt kvantifiera koncentrationen av oktogen i ett antal olika matriser i miljöbedömningar.

### Giftighet
För närvarande (2022) är informationen som behövs för att avgöra om oktogen orsakar cancer otillräcklig. På grund av bristen på information har EPA fastställt att oktogen inte kan klassificeras med avseende på dess cancerframkallande egenskaper hos människor.
Tillgängliga data om effekterna på människors hälsa av exponering för oktogen är begränsade. Oktogen orsakar CNS-effekter liknande de av RDX, men vid betydligt högre doser. I en studie genomfördes frivilliga allergitester, vilka visade exempel på hudirritation. En annan studie på ett urval av 93 arbetare vid en ammunitionsfabrik fann inga hematologiska, leverrelaterade, autoimmuna eller njursjukdomar. Studien gav dock inga siffror för nivåerna av exponering för oktogen.
Oktogenexponering har undersökts i flera studier på djur. Totalt sett verkar toxiciteten vara ganska låg. Oktogen absorberas dåligt vid förtäring. När den appliceras på läderhuden framkallar den mild hudirritation men inte fördröjd kontaktsensibilisering. Olika akuta och subkroniska neurobeteendeeffekter har rapporterats hos kaniner och gnagare, såsom ataxi, sedering, hyperkinesi och kramper. De kroniska effekterna av oktogen som har dokumenterats genom djurstudier är minskat hemoglobin, ökat alkaliskt serum-fosfatas och minskat albumin. Patologiska förändringar observerades också i djurens lever och njurar.
Gasväxlingshastighet användes som en indikator på kemisk stress i ägg av nordlig virginiavaktel (Colinus virginianus), men inga tecken på förändringar i metaboliska hastigheter förenade med oktogenexponering observerades. Det finns inga tillgängliga data om eventuella fortplantnings-, utvecklings- eller cancerframkallande effekter av oktogen. Oktogen anses vara den minst giftiga bland TNT och RDX.  Att sanera oktogenförorenade vattenkällor har visat sig vara framgångsrikt.

### Biologisk nedbrytning
Både vilda och genmanipulerade växter kan ta upp sprängämnen ur mark och vatten.

### Allmänna källor
- Cooper, Paul W. (1996). Explosives Engineering. New York: Wiley-VCH. ISBN 978-0-471-18636-6. OCLC 34409473. https://books.google.com/books?id=5MlTAAAAMAAJ. Läst 9 juni 2014.
- Urbanski, Tadeusz (1967). Chemistry and Technology of Explosives. Vol. III. Warszawa: Polish Scientific Publishers.